# François Fidèle Ripaud de Montaudevert
François Fidèle Ripaud de Montaudevert est un corsaire français, né au manoir du Bois-Allard à Saffré, dans l'actuelle Loire-Atlantique, le 24 mai 1755, et mort le 23 février 1814 à Bayonne. Réunionnais d'adoption, il est célèbre pour ses courses dans l'océan Indien.

## Biographie
François Fidèle Ripaud de Montaudevert est le fils de maître Jacques Louis Ripaud, sieur de Montaudevert, notaire et procureur de cette châtellenie, et de demoiselle Françoise Bernardeau son épouse.
- 1766 : embarquement à Nantes sur Le Palmier à l'âge de 11 ans comme mousse. Traversée vers Marseille et Saint-Domingue ;

- 1770 : après plusieurs traversées, premier débarquement à l'Île-de-France (île Maurice) ;
- 1780 : il est second dans l'océan Indien à bord du vaisseau La Victoire, et en 1781, sur La Princesse du Henin, puis il devient lieutenant de vaisseau sur Le Héros, navire amiral du bailli de Suffren ;

- 1784 : il se marie le 20 janvier 1784, à Saint-Denis de La Réunion, avec Jeanne Françoise Bouyer du Broussais, descendante de colons de l'île Bourbon. Le ménage s'installe à Saint-André ;

- 1793 : Ripaud obtient une lettre de marque et les souscriptions nécessaires pour armer Le Volcan pour la course. Malgré la concurrence avec les armements réalisés à l'Île-de-France, il réussit à rassembler un équipage de 148 hommes. Son premier lieutenant est Jean-Marie Dutertre de Port-Louis qui devient plus tard l'émule et le rival de Robert Surcouf ;

- 1814 : il est mortellement blessé le 23 février 1814, à bord de la Sapho qu'il commandait, lors du Siège de Bayonne.

## Anecdote
Dans le roman Corsaire de la République, Louis Garneray raconte qu'il a été présenté à Robert Surcouf par Ripaud de Montaudevert.
On lui attribue la création d'un « club jacobin » à Srirangapatnam (Inde) auprès du sultan de Mysore : Tipû Sâhib.